# Kaspars Kambala
Kaspars Kambala, även känd under smeknamnet KAS, född 13 december 1978 i Riga, Lettiska SSR, Sovjetunionen  (idag Lettland), är en lettisk basketspelare och före detta professionell boxare. Han är 206 centimeter lång och väger 125 kilo. Han spelar på positionen Forward-Center. För närvarande spelar han för den turkiska basketklubben Aliağa Petkim.